# Liste der Naturschutzgebiete im Kreis Giurgiu
Die Liste der Naturschutzgebiete im Kreis Giurgiu umfasst die Naturschutzgebiete von nationaler Bedeutung im Kreis Giurgiu in Rumänien. Diese wurden durch das Gesetz Nummer 5 vom 6. März 2000 und den Gerichtsbeschluss Nummer 2.151 vom 30. November 2004 festgelegt.
| Naturschutzgebiet               | Ortschaft, Kreis | IUCN-Kategorie | Typ des Biotops, Artenschutzgebiets | Fläche (ha) | Bild |
| ------------------------------- | ---------------- | -------------- | ----------------------------------- | ----------- | ---- |
| Inselkomplex Cama-Dinu-Păsărica | Giurgiu          | IV             | Vogel- und Pflanzenschutzgebiet     | 2.400       |      |
| Oloaga-Grădinari-Wald           | Comana           | IV             | Pflanzenschutzgebiet                | 248         |      |
| Manafu-Wald                     | Ghimpați         | IV             | Pflanzenschutzgebiet                | 28          |      |
| Padina-Tătarului-Wald           | Comana           | IV             | Pflanzenschutzgebiet                | 230         |      |
| Teșila-Wald                     | Vlașin           | IV             | Waldschutzgebiet                    | 52,50       |      |
| Naturpark Comana                | Comana           | V              | Natur- und Landschaftsschutz        | 24.963      |      |